# روبرت ليتش
روبرت ليتش (18 ديسمبر 1849 - 10 سبتمبر 1939) (بالإنجليزية: Robert Leach)‏ هو لاعب كريكت بريطاني.